# BVP M-80
El BVP M80/BVP M80A es un vehículo de infantería mecanizada de apoyo y combate, que consiste en una evolución del prototipo M-980 (en las postrimerías de 1991 fue renombrado como el M-80), y se exhibió al público por primera vez en la feria militar que tuvo lugar en la ciudad de El Cairo en el año 1984.
Se cree que el BVP M80/BVP M80A entró en producción en 1980 como el reemplazo para el vehículo M-980/BVP M-80 y que al tiempo su producción alcanzaría una cifra de menos de 1000 blindados en todas sus variantes, cifra aún sin confirmar[cita requerida]; y solo tomando en cuenta aquellas que fueron completadas. No se sabe de los planes de actualización y/o reemplazo para este vehículo o si los hay en marcha actualmente, tan solo se sabe de ligeras modificaciones para el BVP M80A MICV, y no se sabe cuántos de ellos se perdieron en el transcurso de las guerras yugoslavas, por la poca información disponible sobre dichos conflictos.

## Descripción básica
El aspecto general del BVP M80A es idéntico al del Transporte de Tropas ruso BMP-1 en su casco y su torreta (que en el BMP-1 monta un cañón de calibre 23 mm soviético mientras que el serbio monta un cañón calibre 30 mm derivado del Hispano-Suiza HS 804 (M-55)); pero se diferencia en muchas de sus partes, como en sus ruedas (5 en vez de 6), en que es ligeramente más pesado (14 toneladas comparadas con las 13 t de los BMP-1), en que porta un soldado menos, tiene un poco más de altura sobre el suelo que su similar soviético/ruso, posee una altura al suelo más que considerable (40 cm comparados con los 38 centímetros del BMP-1) y que tiene una velocidad de marcha más alta que su contraparte (64 km/h contra los 60 km/h del BMP-1).
Puesto a que posee un motor de más potencia, de tipo diésel. En adición a esto, posee un muy alto nivel de maniobrabilidad, con una tasa de poder en su relación caballos/tonelada muy superior a su similar ruso.
El equipamiento estándar incluye sistemas de protección ABQ, equipamiento de control de incendios, compuesto de extinguidores de incendios ordinarios y de un extractor de gases de disparo interno, así como sistemas de desaguado en modo anfibio y de calefacción, y uno de propulsión en modo anfíbio, que es complementado con la marcha normal de las orugas. Puede incluso crear pantallas de humo al inyectar diésel sobre el tubo de escape ubicado al lado derecho del casco.

## Variantes

### BVP M80AKVidraVehículo de Combate de Infantería
Es esencialmente un BVP M80A previamente descrito, con un montaje adicional de una torreta para un solo operario, armada con un cañón calibre 30 mm Modelo M89, una ametralladora coaxialmente instalada calibre 7.62, lanzaderas gemelas en los lados de la misma para el sistema antimaterial construido bajo licencia derivado del modelo ruso Kolomna KBM 9K11 Malytuka (Nombre OTAN AT-3 'Sagger') y dos lanzagranadas al frente de la torreta del vehículo.
El traverso de la torreta es de 360° totales, y la elevación del cañón va desde -10 hasta los +65° grados. Las armas de la Infantería acarreadas son cuatro lanzacohetes de 64 mm rocket, dos ametralladoras M88 calibre 7.62 mm, seis fusiles M86 calibre 7.62 mm y una pistola de señales luminosas calibre 26 mm .
Las especificaciones son por lo regular idénticas, sino las mismas; de las del BVP M80A excepto por su peso en combate, que puede llegar a las 14 t (14.400 kg), la altura del techo a la torreta (2.398 m), la altura del techo a los sistemas anticarro (2,87 m), longitud de las orugas (2,526 m), altura del vehículo al suelo (3,3 m), siendo la velocidad máxima de 65 km/h y la máxima en ríos o corrientes de 6,8 km/h. Se conoce también como el BVP M-80 Vidra.

### BVP M80A Vehículo Modelo 30/2 de Artillería Antiaérea
Posee una torreta operada por dos hombres, armada con dos cañones de calibre 30 mm automáticos, de tipo artillería antiaérea, y con una tripulación de cuatro personas, consistente de comandante, dos artilleros en la torreta y el conductor en el casco del blindado. Se conoce también como el blindado BVP M80A (Samakhodno PA Oruzhe). Los cañones son del tipo M86/89, montados en un afuste de operación para dos tripulantes. El sistema completo posee un peso en combate de 15.85 toneladas. Según algunos reportes se creé que algunos de los prototipos conocidos como BVP M80A2 de los cuales, 2 de los 3 planeados vieron acción en Kosovo, donde fueron desplegados para pruebas de desempeño.

### BVP M80A SAVA vehículo de Artillería SAVA Antiaérea
Es el equivalente yugoslavo del sistema ruso antiblindados/antiaéreo KB Tochmash 9K35 Strela-10 (Designación OTAN SA-13 'Gopher') que se montaba en los chasis de los desfasados MT-LB bajo servicio soviético/ruso. El sistema está basado en una modificación del chasis de un BVP M80 pero debido a ciertas limitaciones se espera que entre en producción más no se hace esto efectivo salvo cuando se dé la orden oficial de producción. Croacia ha desarrollado una variante similar, pero basada en un semoviente 6 × 6 blindado.

### BVP M80A KC vehículo de puesto de comandante de brigada
Modelo estándar del vehículo modificado para ser usado por el comandante de la brigada con equipo de comunicaciones y antenas laterales adicionales instalados.

### BVP M80A KB vehículo de puesto de comando de brigada
Modelo estándar del vehículo modificado para ser usado por el comandante del batallón con equipo de comunicaciones y antenas laterales adicionales instalados.

### BVP M80A LT Vehículo Antimaterial
Es esencialmente un BVP M80A previamente descrito, con unas lanzaderas gemelas en los lados de la misma para el sistema antimaterial construido bajo licencia derivado del modelo ruso Kolomna KBM 9K11 Malytuka (Designación OTAN AT-3 'Sagger'), y dos lanzagranadas al frente de la torreta del vehículo. Serbia ha desarrollado una nueva generación de cohetes para este sistema de lanzamisiles, que incluyen uno con cabezas tipo tándem del estándar HEAT; capaz de neutralizar blindajes tipo ERA, y uno nuevo con cabezas de tipo termobárico, esta clase de montaje se conoce también como el LT-M-92 (hecho por la fábrica eslovena Lovac Tenova) y se sabe algo de su uso por el ejército irregular Sebobosnio, durante el transcurso del Sitio de Sarajevo.
El traverso de la torreta es igualmente de 360° totales, y las armas de la Infantería acarreadas son las mismas de la versión de serie: cuatro lanzacohetes de 64 mm rocket, dos Ametralladoras M88 calibre 7.62 mm, seis fusiles M86 calibre 7.62 mm y una pistola de señales luminosas calibre 26 mm.
Las especificaciones son, por lo regular idénticas a las del BVP M80A; excepto por su peso en combate, que puede llegar a las 13,65 t (13.500 kg), la velocidad máxima es igualmente de 65 km/h y la máxima en ríos o corrientes de 6.8 km/h.

### Ambulancia BVP M80A SN
Es el vehículo estándar sin torreta alguna, modificado y paletizado para ser usado como el vehículo de transporte ambulatorio. Solamente dispone de una única salida de forma oblonga en el techo que abre hacia la izquierda y de otra puerta atrás en el casco para evacuar a los lisiados. Con cuatro tripulantes (Conductor y tres miembros del equipo médico); puede acarrear 4 pacientes delgados, cuatro sentados y dos más; u ocho heridos sentados.

### BVP M-80 VK vehículo de puesto de comando
Modelo estándar del vehículo modificado para ser usado por el comandante de la brigada con equipo de comunicaciones y antenas laterales adicionales instalados, no posee la torreta instalada en el modelo estándar del BVP M-80A, solo tiene una salida atrás, una antena telescópica en el lado derecho de la barcaza y seis antenas extensibles. Se sabe de su uso por parte de las unidades Serbobosnias durante las guerras de secesión yugoslavas.

### Posaminas MOS
Este modelo no posee la torreta normal, se ha removido y ha sido reemplazada por una superstructura alojada hacia atrás; equipada con racks para los equipos de minado, fabricados bajo licencia rusa del tipo 288 TMRP-6 o TMNU-7; y lanzaderas de minas anticarros. Atrás de la estructura se ha montado un equipo barreminas que puede ser usado para eliminar minas hasta una profundidad máxima de 30 cm, o alojar minas en la superficie determinada por el comandante. En el tope de su techo hay una grúa de 17,5 toneladas de capacidad. El vehículo puede llevar una tripulación de tres o cuatro personas and acarrae hasta 17.5 toneladas. Una ametralladora modelo M86 de calibre 7.62 mm con 1,750 disparos de munición le provee defensa contra la infantería y protección contra helicópteros en vuelo bajo.

## Usuarios

### Usuarios actuales
- Bosnia y Herzegovina

103 BVP M-80.
30 BVP M-80A
- Croacia

104 BVP M-80.
104 BVP M-80A + 24 9P113 Polo.
- Macedonia del Norte

30 BVP M-80, devueltos a Serbia.
2 BVP M-80A.
- Serbia

568 BVP M-80
517 BVP M-80A.

### Usuarios anteriores
- Yugoslavia

1200 BVP M-80 Construidos (758 Sobrevivientes) Pasados a sus estados sucesores
1000 BVP M-80A Construidos (761 Sobrevivientes) Pasados a sus estados sucesores
300 BVP M-80/BVP M-80A aproximadamente perdidos ante fuego enemigo
- Eslovenia

26 BVP M-80.
52 BVP M-80A actualmente en servicio activo (próximamente a ser retirados).